# Il ritorno di Jafar
Il ritorno di Jafar (The Return of Jafar) è un film d'animazione direct-to-video del 1994 diretto da 
Toby Shelton, Tad Stones, Alan Zaslove, prodotto da Walt Disney Company ed è il sequel del classico Disney Aladdin. Il film è uscito il 20 maggio 1994, e diede origine alla serie televisiva Aladdin, sempre basata sul classico Disney. Un altro sequel direct-to-video, Aladdin e il re dei ladri, seguì nel 1996. È stato il primo film d'animazione Disney realizzato esclusivamente per il mercato home-video.
Il film si incentra su Jafar, l'antagonista del primo film, che cerca di vendicarsi di Aladdin e dei suoi amici (compreso Iago, che ora si è ribellato allo stregone), per diventare il dominatore di Agrabah. Questo è l'unico dei tre film di Aladdin in cui il Genio non è doppiato in originale da Robin Williams, ma da Dan Castellaneta.
Sebbene il film abbia ricevuto critiche miste-negative, ha venduto 15 milioni di copie VHS, incassando oltre $300 milioni con un budget di circa $5 milioni, rendendolo uno dei film più venduti in home video del periodo.

## Trama
Sono passati quattro mesi dalla sconfitta di Jafar. Una notte, una banda di predoni capeggiati da Abis Mal torna al proprio covo con un ingente bottino, ma assieme a loro si sono intrufolati Aladdin e Abu assieme al Tappeto, i quali rubano a loro volta alla banda per restituire l'oro agli abitanti di Agrabah. Jasmine comunica al ragazzo di un'importante cena prevista per la sera, durante la quale il Sultano ha una importante notizia da svelare. In quel frangente, il Genio torna dal suo viaggio intorno al mondo. 
Intanto il pappagallo Iago riesce, scavando nella sabbia, a uscire dalla Caverna delle Meraviglie e tornare in superficie, portando con sé la lampada del suo padrone Jafar. Tuttavia, stanco degli ordini e degli insulti di quest'ultimo, invece di liberarlo dalla lampada, la getta in un pozzo, decretando la propria indipendenza, e torna ad Agrabah. Si imbatte in Aladdin, a cui prova a spiegare di aver servito Jafar perché ipnotizzato, ma Aladdin non gli crede e lo insegue, salvo poi imbattersi in Abis Mal e la sua banda che lo attaccano per vendicarsi, ma la situazione è ribaltata dall'intervento di Iago, che salva la vita ad Aladdin. Questi ora gli deve la vita, e chiederà allora al Sultano che il pappagallo abbia un giusto processo. Intanto, Abis Mal e la sua banda raggiungono il pozzo e casualmente trovano e liberano Jafar in forma di genio: la banda scappa e Abis Mal diventa il padrone di Jafar, il quale però lo ricatta per ottenere la propria liberazione come terzo desiderio, rendendo di fatto il ladro il vero servitore tra i due e curandosi inoltre di fargli sprecare subito i primi due desideri, prima portandolo, alla richiesta di ottenere un famoso tesoro in fondo al mare, nella locazione del tesoro stesso tra predatori acquatici e senza aria, e poi obbligandolo a usare il secondo per ritornare, a mani vuote, nel deserto.
Quella sera, a cena, il Sultano comunica ad Aladdin il suo nuovo ruolo di Gran Visir, quand'ecco che nella sala irrompono Iago, Abu e Raja. Nonostante Aladdin si proponga di sorvegliare a vista Iago per salvargli la vita, Jasmine è infuriata per l'ennesima bugia detta dal giovane. Grazie a una canzone di Iago e del Genio, la ragazza cambia idea e il pappagallo è accolto nel gruppo. Jafar e Abis Mal penetrano a palazzo e ricattano Iago perché collabori con loro nel piano di uccisione di Aladdin. Il pappagallo convince dunque Aladdin a portare il Sultano fuori per una gita. Jafar imprigiona il Genio, Jasmine, il Tappeto e Abu per poi rapire anche il Sultano stesso e stordire Aladdin, allo scopo di inscenare un omicidio da parte di quest'ultimo. Il Genio per essere stato liberato ha perso la maggior parte dei suoi poteri, e non è in grado di tenere testa a Jafar. Razoul, il corrotto capo delle guardie, arresta Aladdin; Jafar, trasformato nella falsa Jasmine, lo condanna a morte.
Volendo rimediare alle sue crudeli azioni, però, Iago riesce a liberare il Genio che, con le sue magie, sottrae Aladdin alla scure del boia e libera tutti. L'unico modo per uccidere Jafar è distruggere la sua lampada, ma Iago se ne va dichiarando di averli già aiutati abbastanza. Il gruppo tenta di prendere la lampada, ma viene scoperto da Jafar che trasforma il palazzo e il giardino in una distesa di roccia e lava. Durante il combattimento, Iago ritorna e attacca l'ex padrone venendo gravemente ferito, ma con le ultime forze, riesce a buttare la lampada nella lava, sciogliendola e uccidendo Jafar. 
Il gruppo acclama Iago come eroe e al pappagallo viene concesso il permesso di restare a palazzo. Aladdin, prima di accettare di diventare Visir, decide prima di andare a vedere il mondo insieme a Jasmine, con approvazione del sultano. 
In una breve scena dopo i titoli di coda, si vede Abis Mal il quale, ancora appeso all'albero dov'era rimasto durante il combattimento tra Aladdin e Jafar, con voce piagnucolosa rimpiange di non aver espresso in tempo il suo terzo desiderio prima di perdere il capo.

## Personaggi e doppiatori
| Personaggio | Doppiatore originale                         | Doppiatore italiano                                     |
| ----------- | -------------------------------------------- | ------------------------------------------------------- |
| Aladdin     | Scott Weinger (dialoghi) Brad Kane (canto)   | Massimiliano Alto (dialoghi e canto)                    |
| Jasmine     | Linda Larkin (dialoghi) Liz Callaway (canto) | Manuela Cenciarelli (dialoghi) Lorena Brancucci (canto) |
| Genio       | Dan Castellaneta                             | Gigi Proietti                                           |
| Iago        | Gilbert Gottfried                            | Marco Bresciani                                         |
| Jafar       | Jonathan Freeman                             | Massimo Corvo                                           |
| Sultano     | Val Bettin                                   | Gianni Vagliani                                         |
| Abis Mal    | Jason Alexander                              | Renzo Stacchi                                           |
| Razoul      | Jim Cummings                                 | Michele Kalamera                                        |
| Abu         | Frank Welker                                 | Frank Welker                                            |

## Colonna sonora
- Notti d'oriente (Arabian Nights): cantata da Ermavilo (che fu accreditato con lo pseudonimo di Daniele Viri).
- Io penso solo a Me (I'm Looking Out for Me): Cantata da Marco Bresciani, canzone che vede Iago ribellarsi a Jafar per tornare a vivere ad Agrabah per tentare di allearsi con Aladdin e i suoi amici.
- Non c'è un amico al mondo come te (Nothing Like a Friend): Cantata da Gigi Proietti, canzone di ritorno del Genio.
- Non so scordare l'amore (Forget About Love): Cantata da Marco Bresciani, Lorena Brancucci e Massimiliano Alto, durante la scena che vede Iago aiutare Jasmine a riconquistare l'amore di Aladdin.
- Tu sei di serie B (You Are Only Second Rate): Cantata da Massimo Corvo, presente durante la lotta tra il Genio e Abu contro Jafar.

Tutte le canzoni furono accreditate nei titoli di coda del film.

## Censure

### La morte di Jafar
Nella versione del film in videocassetta, la morte di Jafar era molto più raccapricciante in quanto assumeva le sembianze dello scheletro già quando la sua lampada si era completamente liquefatta nella lava, cioè quando il perfido genio si guardava il braccio mentre si trasformava. La censura di questo attimo venne eseguita nella versione in DVD e infatti qui Jafar assume quella sembianza solo nelle ultime due scene in cui svanisce.

## Distribuzione

### Edizione italiana
L'edizione italiana del film è a cura della Royfilm. Il doppiaggio, eseguito presso la Elettronica Sincrostudio con la collaborazione della Angriservices Edizioni, fu diretto da Renzo Stacchi su dialoghi di Giorgio Tausani, con il ritorno di Gigi Proietti nel ruolo del Genio. Le canzoni furono incise presso la CAM Recording Studios su testi di Ermavilo. Mentre nell'edizione italiana del primo film le parti cantate di Aladdin sono state affidate a Vincent Thoma (il musicista che ha interpretato le parti cantate nel film originale), qui le canzoni vengono cantate da Massimiliano Alto, il doppiatore storico di Aladdin. Lorena Brancucci, figlia di Ermavilo, sostituisce la cantautrice Simona Peron per quanto riguarda le parti cantate di Jasmine.

### Edizione home video
In Italia, il film uscì in VHS nel marzo 1995, con successive riedizioni nel gennaio 1997 e nel febbraio 2005, e in DVD nel febbraio 2005 sia singolarmente che all'interno di un cofanetto che include anche la Platinum Edition del film originale Aladdin e il DVD del sequel Aladdin e il re dei ladri.

## Accoglienza

### Critica
Sul sito web aggregatore di recensioni Rotten Tomatoes, il film ha un indice di gradimento complessivo del 33% basato su 12 recensioni raccolte, con un punteggio medio ponderato di 3,9/10.
David Nusair di Reelfilm.com ha riassunto la maggior parte dei sentimenti negativi che hanno contribuito a questa valutazione: "Notevole come il primo sequel Disney direct-to-video, Il ritorno di Jafar, segue Aladdin mentre tenta ancora una volta di sventare il malvagio complotto di Jafar per impadronirsi di Agrabah. E nonostante sia stato liberato dalla sua lampada alla fine del primo film, il genio è tornato e più stravagante che mai. È chiaro fin dall'inizio che la Disney si è impegnata molto poco nella produzione de Il ritorno di Jafar, in particolare nel campo dell'animazione. Il film ha tutto lo stile e la fluidità di un cartone animato del sabato mattina, mentre varie canzoni sono blande e dimenticabili. La trama ripetitiva non fa alcun favore al film, e anche in un tempo di esecuzione di 69 minuti, la stasi si è instaurata quasi immediatamente. Castellaneta fa il meglio che può con il materiale, ma in genere viene meno (soprattutto se confrontato con la performance maniacale di Robin Williams dall'originale). Il ritorno di Jafar è un sequel completamente inutile che potrebbe tenere impegnati i bambini piccoli, ma è destinato a venire fuori come nientemeno che un'enorme delusione per i fan dell'originale."
Nonostante l'accoglienza per lo più negativa, nel programma televisivo Siskel & Ebert, il film ha ricevuto un "due pollici in su" da Gene Siskel e Roger Ebert. Scrivendo per Entertainment Weekly, Steve Daly ha valutato il sequel con una C− criticandolo come un "knockoff" che "porta l'etichetta Disney e costa circa quanto un nastro di Aladdin, ma è chiaro dal primo fotogramma a scatti che allo stesso tempo, cura e creatività non sono andate in questo."

## Riconoscimenti
- 1995 - Annie Awards
  - Candidatura come miglior produzione animata per l'home entertainment (Walt Disney Home Video)